# ICD-10 第2章:新生物
本項は、『疾病及び関連保健問題の国際統計分類』第10版（ICD-10）の「ICD-10 第2章:新生物」の一覧である。

## C00–D48 – 新生物

### (C00–C14) 口唇、口腔及び咽頭の悪性新生物
- C00　口唇の悪性新生物
  - C00.0　口唇の悪性新生物，外側上唇
  - C00.1　口唇の悪性新生物，外側下唇
  - C00.2　口唇の悪性新生物，外側口唇，部位不明
  - C00.3　口唇の悪性新生物，上唇，内側面
  - C00.4　口唇の悪性新生物，下唇，内側面
  - C00.5　口唇の悪性新生物，口唇，部位不明，内側面
  - C00.6　口唇の悪性新生物，唇交連
  - C00.8　口唇の悪性新生物，口唇の境界部病巣
  - C00.9　口唇の悪性新生物，口唇，部位不明
- C01　舌根<基底>部の悪性新生物
- C02　舌のその他及び部位不明の悪性新生物
  - C02.0　舌のその他及び部位不明の悪性新生物，舌背面
  - C02.1　舌のその他及び部位不明の悪性新生物，舌縁
  - C02.2　舌のその他及び部位不明の悪性新生物，舌下面
  - C02.3　舌のその他及び部位不明の悪性新生物，舌の前3分の2，部位不明
  - C02.4　舌のその他及び部位不明の悪性新生物，舌扁桃
  - C02.8　舌のその他及び部位不明の悪性新生物，舌の境界部病巣
  - C02.9　舌のその他及び部位不明の悪性新生物，舌，部位不明
- C03　歯肉の悪性新生物
  - C03.0　歯肉の悪性新生物，上顎歯肉
  - C03.1　歯肉の悪性新生物，下顎歯肉
  - C03.9　歯肉の悪性新生物，歯肉，部位不明
- C04　口（腔）底の悪性新生物
  - C04.0　口（腔）底の悪性新生物，前部口（腔）底
  - C04.1　口（腔）底の悪性新生物，前部口（腔）底側部口（腔）底
  - C04.8　口（腔）底の悪性新生物，前部口（腔）底口（腔）底の境界部病巣
  - C04.9　口（腔）底の悪性新生物，前部口（腔）底口（腔）底，部位不明
- C05　口蓋の悪性新生物
  - C05.0　口蓋の悪性新生物，硬口蓋
  - C05.1　口蓋の悪性新生物，軟口蓋
  - C05.2　口蓋の悪性新生物，口蓋垂
  - C05.8　口蓋の悪性新生物，口蓋の境界部病巣
  - C05.9　口蓋の悪性新生物，口蓋，部位不明
- C06　その他及び部位不明の口腔の悪性新生物
  - C06.0　その他及び部位不明の口腔の悪性新生物，頬粘膜
  - C06.1　その他及び部位不明の口腔の悪性新生物，口腔前庭
  - C06.2　その他及び部位不明の口腔の悪性新生物，臼後部
  - C06.8　その他及び部位不明の口腔の境界部病巣
  - C06.9　その他及び部位不明の口腔の悪性新生物，口腔，部位不明
- C07　耳下腺の悪性新生物
- C08　その他及び部位不明の大唾液腺の悪性新生物
  - C08.0　その他及び部位不明の大唾液腺の悪性新生物，顎下腺
  - C08.1　その他及び部位不明の大唾液腺の悪性新生物，舌下腺
  - C08.8　その他及び部位不明の大唾液腺の悪性新生物，大唾液腺の境界部病巣
  - C08.9　その他及び部位不明の大唾液腺の悪性新生物，大唾液腺，部位不明
- C09　扁桃の悪性新生物
  - C09.0　扁桃の悪性新生物，扁桃窩
  - C09.1　扁桃の悪性新生物，扁桃口蓋弓(前)(後)
  - C09.8　扁桃の悪性新生物，扁桃の境界部病巣
  - C09.9　扁桃の悪性新生物，扁桃，部位不明
- C10　中咽頭の悪性新生物
  - C10.0　中咽頭の悪性新生物，喉頭蓋谷
  - C10.1　中咽頭の悪性新生物，喉頭蓋の前面
  - C10.2　中咽頭の悪性新生物，中咽頭側壁
  - C10.3　中咽頭の悪性新生物，中咽頭後壁
  - C10.4　中咽頭の悪性新生物，鰓裂
  - C10.8　中咽頭の悪性新生物，中咽頭の境界部病巣
  - C10.9　中咽頭の悪性新生物，中咽頭，部位不明
- C11　鼻<上>咽頭の悪性新生物
  - C11.0　鼻<上>咽頭の悪性新生物，鼻<上>咽頭上壁
  - C11.1　鼻<上>咽頭の悪性新生物，鼻<上>咽頭後壁
  - C11.2　鼻<上>咽頭の悪性新生物，鼻<上>咽頭側壁
  - C11.3　鼻<上>咽頭の悪性新生物，鼻<上>咽頭前壁
  - C11.8　鼻<上>咽頭の悪性新生物，鼻<上>咽頭の境界部病巣
  - C11.9　鼻<上>咽頭の悪性新生物，鼻<上>咽頭，部位不明
- C12　梨状陥凹<洞>の悪性新生物
- C13　下咽頭の悪性新生物
  - C13.0　下咽頭の悪性新生物，後輪状軟骨部
  - C13.1　下咽頭の悪性新生物，披裂喉頭蓋ひだ，下咽頭面
  - C13.2　下咽頭の悪性新生物，下咽頭後壁
  - C13.8　下咽頭の悪性新生物，下咽頭の境界部病巣
  - C13.9　下咽頭の悪性新生物，下咽頭，部位不明
- C14　その他及び部位不明確の口唇，口腔及び咽頭の悪性新生物
  - C14.0　その他及び部位不明確の口唇，口腔及び咽頭の悪性新生物，咽頭，部位不明
  - C14.2　その他及び部位不明確の口唇，口腔及び咽頭の悪性新生物，ワルダイヤー環<輪>
  - C14.8　その他及び部位不明確の口唇，口腔及び咽頭の悪性新生物，口唇，口腔及び咽頭の境界部病巣

### (C15–C26) 消化器の悪性新生物
- C15　食道の悪性新生物
  - C15.0　食道の悪性新生物，頚部食道
  - C15.1　食道の悪性新生物，胸部食道
  - C15.2　食道の悪性新生物，腹部食道
  - C15.3　食道の悪性新生物，上部食道
  - C15.4　食道の悪性新生物，中部食道
  - C15.5　食道の悪性新生物，下部食道
  - C15.8　食道の悪性新生物，食道の境界部病巣
  - C15.9　食道の悪性新生物，食道，部位不明
- C16　胃の悪性新生物
  - C16.0　胃の悪性新生物，噴門
  - C16.1　胃の悪性新生物，胃底部
  - C16.2　胃の悪性新生物，胃体部
  - C16.3　胃の悪性新生物，幽門前庭
  - C16.4　胃の悪性新生物，幽門
  - C16.5　胃の悪性新生物，胃小弯，部位不明
  - C16.6　胃の悪性新生物，胃大弯，部位不明
  - C16.8　胃の悪性新生物，胃の境界部病巣
  - C16.9　胃の悪性新生物，胃，部位不明
- C17　小腸の悪性新生物
  - C17.0　小腸の悪性新生物，十二指腸
  - C17.1　小腸の悪性新生物，空腸
  - C17.2　小腸の悪性新生物，回腸
  - C17.3　小腸の悪性新生物，メッケル憩室
  - C17.8　小腸の悪性新生物，小腸の境界部病巣
  - C17.9　小腸の悪性新生物，小腸，部位不明
- C18　結腸の悪性新生物
  - C18.0　結腸の悪性新生物，盲腸
  - C18.1　結腸の悪性新生物，虫垂
  - C18.2　結腸の悪性新生物，上行結腸
  - C18.3　結腸の悪性新生物，右結腸曲<肝弯曲>
  - C18.4　結腸の悪性新生物，横行結腸
  - C18.5　結腸の悪性新生物，左結腸曲<脾弯曲>
  - C18.6　結腸の悪性新生物，下行結腸
  - C18.7　結腸の悪性新生物，S状結腸
  - C18.8　結腸の悪性新生物，結腸の境界部病巣
  - C18.9　結腸の悪性新生物，結腸，部位不明
- C19　直腸S状結腸移行部の悪性新生物
- C20　直腸の悪性新生物
- C21　肛門及び肛門管の悪性新生物
  - C21.0　肛門及び肛門管の悪性新生物，肛門，部位不明
  - C21.1　肛門及び肛門管の悪性新生物，肛門管
  - C21.2　肛門及び肛門管の悪性新生物，総排泄腔由来部
  - C21.8　肛門及び肛門管の悪性新生物，直腸，肛門及び肛門管の境界部病巣
- C22　肝及び肝内胆管の悪性新生物
  - C22.0　肝及び肝内胆管の悪性新生物，肝癌
  - C22.1　肝及び肝内胆管の悪性新生物，肝内胆管癌
  - C22.2　肝及び肝内胆管の悪性新生物，肝芽(細胞)腫
  - C22.3　肝及び肝内胆管の悪性新生物，肝血管肉腫
  - C22.4　肝及び肝内胆管の悪性新生物，その他の肝の肉腫
  - C22.7　肝及び肝内胆管の悪性新生物，その他の明示された肝の癌(腫)
  - C22.9　肝及び肝内胆管の悪性新生物，肝，詳細不明
- C23　胆のう<嚢>の悪性新生物
- C24　その他及び部位不明の胆道の悪性新生物
  - C24.0　その他及び部位不明の胆道の悪性新生物，肝外胆管
  - C24.1　その他及び部位不明の胆道の悪性新生物，ファーテル乳頭膨大部
  - C24.8　その他及び部位不明の胆道の悪性新生物，胆道の境界部病巣
  - C24.9　その他及び部位不明の胆道の悪性新生物，胆道，部位不明
- C25　膵の悪性新生物
  - C25.0　膵の悪性新生物，膵頭部
  - C25.1　膵の悪性新生物，膵体部
  - C25.2　膵の悪性新生物，膵尾部
  - C25.3　膵の悪性新生物，膵管
  - C25.4　膵の悪性新生物，内分泌膵
  - C25.7　膵の悪性新生物，膵のその他の部位
  - C25.8　膵の悪性新生物，膵の境界部病巣
  - C25.9　膵の悪性新生物，膵，部位不明
- C26　その他及び部位不明確の消化器の悪性新生物
  - C26.0　その他及び部位不明確の消化器の悪性新生物，腸管，部位不明
  - C26.1　その他及び部位不明確の消化器の悪性新生物，脾
  - C26.8　その他及び部位不明確の消化器の悪性新生物，消化器系の境界部病巣
  - C26.9　その他及び部位不明確の消化器の悪性新生物，消化器系，部位不明確

### (C30–C39) 呼吸器及び胸腔内臓器の悪性新生物
- C30　鼻腔及び中耳の悪性新生物
  - C30.0　鼻腔及び中耳の悪性新生物，鼻腔
  - C30.1　鼻腔及び中耳の悪性新生物，中耳
- C31　副鼻腔の悪性新生物
  - C31.0　副鼻腔の悪性新生物，上顎洞
  - C31.1　副鼻腔の悪性新生物，篩骨洞
  - C31.2　副鼻腔の悪性新生物，前頭洞
  - C31.3　副鼻腔の悪性新生物，蝶形骨洞
  - C31.8　副鼻腔の悪性新生物，副鼻腔の境界部病巣
  - C31.9　副鼻腔の悪性新生物，副鼻腔，部位不明
- C32　喉頭の悪性新生物
  - C32.0　喉頭の悪性新生物，声門
  - C32.1　喉頭の悪性新生物，声門上部
  - C32.2　喉頭の悪性新生物，声門下部
  - C32.3　喉頭の悪性新生物，喉頭軟骨
  - C32.8　喉頭の悪性新生物，喉頭の境界部病巣
  - C32.9　喉頭の悪性新生物，喉頭，部位不明
- C33　気管の悪性新生物
- C34　気管支及び肺の悪性新生物
  - C34.0　気管支及び肺の悪性新生物，主気管支
  - C34.1　気管支及び肺の悪性新生物，上葉，気管支又は肺
  - C34.2　気管支及び肺の悪性新生物，中葉，気管支又は肺
  - C34.3　気管支及び肺の悪性新生物，下葉，気管支又は肺
  - C34.8　気管支及び肺の悪性新生物，気管支及び肺の境界部病巣
  - C34.9　気管支及び肺の悪性新生物，気管支又は肺，部位不明
- C37　胸腺の悪性新生物
- C38　心臓，縦隔及び胸膜の悪性新生物
  - C38.0　心臓，縦隔及び胸膜の悪性新生物，心臓
  - C38.1　心臓，縦隔及び胸膜の悪性新生物，前縦隔
  - C38.2　心臓，縦隔及び胸膜の悪性新生物，後縦隔
  - C38.3　心臓，縦隔及び胸膜の悪性新生物，縦隔，部位不明
  - C38.4　心臓，縦隔及び胸膜の悪性新生物，胸膜
  - C38.8　心臓，縦隔及び胸膜の悪性新生物，心臓，縦隔及び胸膜の境界部病巣
- C39　その他及び部位不明確の呼吸器系及び胸腔内臓器の悪性新生物
  - C39.0　その他及び部位不明確の呼吸器系及び胸腔内臓器の悪性新生物，上気道，部位不明
  - C39.8　その他及び部位不明確の呼吸器系及び胸腔内臓器の悪性新生物，呼吸器及び胸腔内臓器の境界部病巣
  - C39.9　その他及び部位不明確の呼吸器系及び胸腔内臓器の悪性新生物，呼吸器系，部位不明確

### (C40–C41) 骨及び関節軟骨の悪性新生物
- C40　(四)肢の骨及び関節軟骨の悪性新生物
  - C40.0　(四)肢の骨及び関節軟骨の悪性新生物，肩甲骨及び上肢の長骨
  - C40.1　(四)肢の骨及び関節軟骨の悪性新生物，上肢の短骨
  - C40.2　(四)肢の骨及び関節軟骨の悪性新生物，下肢の長骨
  - C40.3　(四)肢の骨及び関節軟骨の悪性新生物，下肢の短骨
  - C40.8　(四)肢の骨及び関節軟骨の悪性新生物，(四)肢の骨及び関節軟骨の境界部病巣
  - C40.9　(四)肢の骨及び関節軟骨の悪性新生物，(四)肢の骨及び関節軟骨，部位不明
- C41　その他及び部位不明の骨及び関節軟骨の悪性新生物
  - C41.0　その他及び部位不明の骨及び関節軟骨の悪性新生物，頭蓋骨及び顔面骨
  - C41.1　その他及び部位不明の骨及び関節軟骨の悪性新生物，下顎
  - C41.2　その他及び部位不明の骨及び関節軟骨の悪性新生物，脊柱
  - C41.3　その他及び部位不明の骨及び関節軟骨の悪性新生物，肋骨，胸骨及び鎖骨
  - C41.4　その他及び部位不明の骨及び関節軟骨の悪性新生物，骨盤骨，仙骨及び尾骨
  - C41.8　その他及び部位不明の骨及び関節軟骨の悪性新生物，骨及び関節軟骨の境界部病巣
  - C41.9　その他及び部位不明の骨及び関節軟骨の悪性新生物，骨及び関節軟骨，部位不明

### (C43–C44) 皮膚の黒色腫及びその他の皮膚の悪性新生物
- C43　皮膚の悪性黒色腫
  - C43.0　口唇の悪性黒色腫
  - C43.1　眼瞼の悪性黒色腫，眼角を含む
  - C43.2　耳及び外耳道の悪性黒色腫
  - C43.3　その他及び部位不明の顔面の悪性黒色腫
  - C43.4　頭皮及び頚部の悪性黒色腫
  - C43.5　体幹の悪性黒色腫
  - C43.6　上肢の悪性黒色腫，肩を含む
  - C43.7　下肢の悪性黒色腫，股関節部を含む
  - C43.8　皮膚境界部悪性黒色腫
  - C43.9　皮膚の悪性黒色腫，部位不明
- C44　皮膚のその他の悪性新生物
  - C44.0　皮膚のその他の悪性新生物，口唇の皮膚
  - C44.1　皮膚のその他の悪性新生物，眼瞼の皮膚，眼角を含む
  - C44.2　皮膚のその他の悪性新生物，耳及び外耳道の皮膚
  - C44.3　皮膚のその他の悪性新生物，その他及び部位不明の顔面の皮膚
  - C44.4　皮膚のその他の悪性新生物，頭皮及び頚部の皮膚
  - C44.5　皮膚のその他の悪性新生物，体幹の皮膚
  - C44.6　皮膚のその他の悪性新生物，上肢の皮膚，肩を含む
  - C44.7　皮膚のその他の悪性新生物，下肢の皮膚，股関節部を含む
  - C44.8　皮膚のその他の悪性新生物，皮膚の境界部病巣
  - C44.9　皮膚のその他の悪性新生物，皮膚の悪性新生物，部位不明

### (C45–C49) 中皮及び軟部組織の悪性新生物
- C45　中皮腫
  - C45.0　胸膜中皮腫
  - C45.1　腹膜中皮腫
  - C45.2　心膜中皮腫
  - C45.7　その他の部位の中皮腫
  - C45.9　中皮腫，部位不明
- C46　カポジ肉腫
  - C46.0　皮膚のカポジ肉腫
  - C46.1　軟部組織のカポジ肉腫
  - C46.2　口蓋のカポジ肉腫
  - C46.3　リンパ節のカポジ肉腫
  - C46.7　その他の部位のカポジ肉腫
  - C46.8　多臓器のカポジ肉腫
  - C46.9　カポジ肉腫，部位不明
- C47　末梢神経及び自律神経系の悪性新生物
  - C47.0　末梢神経及び自律神経系の悪性新生物，頭部，顔面及び頚部の末梢神経
  - C47.1　末梢神経及び自律神経系の悪性新生物，上肢の末梢神経，肩を含む
  - C47.2　末梢神経及び自律神経系の悪性新生物，下肢の末梢神経，股関節部を含む
  - C47.3　末梢神経及び自律神経系の悪性新生物，胸部<郭>の末梢神経
  - C47.4　末梢神経及び自律神経系の悪性新生物，腹部の末梢神経
  - C47.5　末梢神経及び自律神経系の悪性新生物，骨盤の末梢神経
  - C47.6　末梢神経及び自律神経系の悪性新生物，体幹の末梢神経，部位不明
  - C47.8　末梢神経及び自律神経系の悪性新生物，末梢神経及び自律神経系の境界部病巣
  - C47.9　末梢神経及び自律神経系の悪性新生物，末梢神経及び自律神経系，部位不明
- C48　後腹膜及び腹膜の悪性新生物
  - C48.0　後腹膜及び腹膜の悪性新生物，後腹膜
  - C48.1　後腹膜及び腹膜の悪性新生物，腹膜の明示された部位
  - C48.2　後腹膜及び腹膜の悪性新生物，腹膜，部位不明
  - C48.8　後腹膜及び腹膜の悪性新生物，後腹膜及び腹膜の境界部病巣
- C49　その他の結合組織及び軟部組織の悪性新生物
  - C49.0　その他の結合組織及び軟部組織の悪性新生物，頭部，顔面及び頚部の結合組織及び軟部組織
  - C49.1　その他の結合組織及び軟部組織の悪性新生物，上肢の結合組織及び軟部組織，肩を含む
  - C49.2　その他の結合組織及び軟部組織の悪性新生物，下肢の結合組織及び軟部組織，股関節部を含む
  - C49.3　その他の結合組織及び軟部組織の悪性新生物，胸部<郭>の結合組織及び軟部組織
  - C49.4　その他の結合組織及び軟部組織の悪性新生物，腹部の結合組織及び軟部組織
  - C49.5　その他の結合組織及び軟部組織の悪性新生物，骨盤の結合組織及び軟部組織
  - C49.6　その他の結合組織及び軟部組織の悪性新生物，体幹の結合組織及び軟部組織，部位不明
  - C49.8　その他の結合組織及び軟部組織の悪性新生物，結合組織及び軟部組織の境界部病巣
  - C49.9　その他の結合組織及び軟部組織の悪性新生物，結合組織及び軟部組織，部位不明

### (C50–C58) 女性生殖器の悪性新生物
- C50　乳房の悪性新生物
  - C50.0　乳房の悪性新生物，乳頭部及び乳輪
  - C50.1　乳房の悪性新生物，乳房中央部
  - C50.2　乳房の悪性新生物，乳房上内側4分の1
  - C50.3　乳房の悪性新生物，乳房下内側4分の1
  - C50.4　乳房の悪性新生物，乳房上外側4分の1
  - C50.5　乳房の悪性新生物，乳房下外側4分の1
  - C50.6　乳房の悪性新生物，乳腺腋窩尾部
  - C50.8　乳房の悪性新生物，乳房の境界部病巣
  - C50.9　乳房の悪性新生物，乳房，部位不明
- C51　外陰（部）の悪性新生物
  - C51.0　外陰（部）の悪性新生物，大陰唇
  - C51.1　外陰（部）の悪性新生物，小陰唇
  - C51.2　外陰（部）の悪性新生物，陰核
  - C51.8　外陰（部）の悪性新生物，外陰（部）の境界部病巣
  - C51.9　外陰（部）の悪性新生物，外陰（部），部位不明
- C52　腟の悪性新生物
- C53　子宮頚部の悪性新生物
  - C53.0　子宮頚部の悪性新生物，子宮頚内膜
  - C53.1　子宮頚部の悪性新生物，子宮頚外部
  - C53.8　子宮頚部の悪性新生物，子宮頚（部）の境界部病巣
  - C53.9　子宮頚部の悪性新生物，子宮頚（部），部位不明
- C54　子宮体部の悪性新生物
  - C54.0　子宮体部の悪性新生物，子宮峡部
  - C54.1　子宮体部の悪性新生物，子宮内膜
  - C54.2　子宮体部の悪性新生物，子宮筋層
  - C54.3　子宮体部の悪性新生物，子宮底
  - C54.8　子宮体部の悪性新生物，子宮体部の境界部病巣
  - C54.9　子宮体部の悪性新生物，子宮体部，部位不明
- C55　子宮の悪性新生物，部位不明
- C56　卵巣の悪性新生物
- C57　その他及び部位不明の女性生殖器の悪性新生物
  - C57.0　その他及び部位不明の女性生殖器の悪性新生物，卵管
  - C57.1　その他及び部位不明の女性生殖器の悪性新生物，子宮広間膜<靱帯>
  - C57.2　その他及び部位不明の女性生殖器の悪性新生物，子宮円索<靱帯>
  - C57.3　その他及び部位不明の女性生殖器の悪性新生物，子宮傍(結合)組織
  - C57.4　その他及び部位不明の女性生殖器の悪性新生物，子宮付属器，部位不明
  - C57.7　その他及び部位不明の女性生殖器の悪性新生物，その他の明示された女性生殖器
  - C57.8　その他及び部位不明の女性生殖器の悪性新生物，女性生殖器の境界部病巣
  - C57.9　その他及び部位不明の女性生殖器の悪性新生物，女性生殖器，部位不明
- C58　胎盤の悪性新生物

### (C60–C63) 男性生殖器の悪性新生物
- C60　陰茎の悪性新生物
  - C60.0　陰茎の悪性新生物，包皮
  - C60.1　陰茎の悪性新生物，亀頭
  - C60.2　陰茎の悪性新生物，陰茎体部
  - C60.8　陰茎の悪性新生物，陰茎の境界部病巣
  - C60.9　陰茎の悪性新生物，陰茎，部位不明
- C61　前立腺の悪性新生物
- C62　精巣<睾丸>の悪性新生物
  - C62.0　精巣<睾丸>の悪性新生物，停留精巣<睾丸>
  - C62.1　精巣<睾丸>の悪性新生物，下降精巣<睾丸>
  - C62.9　精巣<睾丸>の悪性新生物，精巣<睾丸>，部位不明
- C63　その他及び部位不明の男性生殖器の悪性新生物
  - C63.0　その他及び部位不明の男性生殖器の悪性新生物，精巣上体<副睾丸>
  - C63.1　その他及び部位不明の男性生殖器の悪性新生物，精索
  - C63.2　その他及び部位不明の男性生殖器の悪性新生物，陰のう<嚢>
  - C63.7　その他及び部位不明の男性生殖器の悪性新生物，その他の明示された男性生殖器
  - C63.8　その他及び部位不明の男性生殖器の悪性新生物，男性生殖器の境界部病巣
  - C63.9　その他及び部位不明の男性生殖器の悪性新生物，男性生殖器，部位不明

### (C64–C68) 腎尿路の悪性新生物
- C64　腎盂を除く腎の悪性新生物
- C65　腎盂の悪性新生物
- C66　尿管の悪性新生物
- C67　膀胱の悪性新生物
  - C67.0　膀胱の悪性新生物，膀胱三角
  - C67.1　膀胱の悪性新生物，膀胱円蓋
  - C67.2　膀胱の悪性新生物，膀胱側壁
  - C67.3　膀胱の悪性新生物，膀胱前壁
  - C67.4　膀胱の悪性新生物，膀胱後壁
  - C67.5　膀胱の悪性新生物，膀胱頚部
  - C67.6　膀胱の悪性新生物，尿管口
  - C67.7　膀胱の悪性新生物，尿膜管
  - C67.8　膀胱の悪性新生物，膀胱の境界部病巣
  - C67.9　膀胱の悪性新生物，膀胱，部位不明
- C68　その他及び部位不明の尿路の悪性新生物
  - C68.0　その他及び部位不明の尿路の悪性新生物，尿道
  - C68.1　その他及び部位不明の尿路の悪性新生物，尿道傍腺
  - C68.8　その他及び部位不明の尿路の悪性新生物，腎尿路の境界部病巣
  - C68.9　その他及び部位不明の尿路の悪性新生物，尿路，部位不明

### (C69–C72) 眼、脳及びその他の中枢神経系の部位の悪性新生物
- C69.0　眼及び付属器の悪性新生物，結膜
  - C69.1　眼及び付属器の悪性新生物，角膜
  - C69.2　眼及び付属器の悪性新生物，網膜
  - C69.3　眼及び付属器の悪性新生物，脈絡膜
  - C69.4　眼及び付属器の悪性新生物，毛様体
  - C69.5　眼及び付属器の悪性新生物，涙腺及び涙管
  - C69.6　眼及び付属器の悪性新生物，眼窩
  - C69.8　眼及び付属器の悪性新生物，眼及び付属器の境界部病巣
  - C69.9　眼及び付属器の悪性新生物，眼，部位不明
- C70　髄膜の悪性新生物
  - C70.0　髄膜の悪性新生物，脳髄膜
  - C70.1　髄膜の悪性新生物，脊髄膜
  - C70.9　髄膜の悪性新生物，髄膜，部位不明
- C71　脳の悪性新生物
  - C71.0　脳の悪性新生物，脳葉及び脳室を除く大脳
  - C71.1　脳の悪性新生物，前頭葉
  - C71.2　脳の悪性新生物，側頭葉
  - C71.3　脳の悪性新生物，'頭頂葉
  - C71.4　脳の悪性新生物，後頭葉
  - C71.5　脳の悪性新生物，脳室
  - C71.6　脳の悪性新生物，小脳
  - C71.7　脳の悪性新生物，脳幹
  - C71.8　脳の悪性新生物，脳の境界部病巣
  - C71.9　脳の悪性新生物，脳，部位不明
- C72　脊髄，脳神経及びその他の中枢神経系の部位の悪性新生物
  - C72.0　脊髄，脳神経及びその他の中枢神経系の部位の悪性新生物，脊髄
  - C72.1　脊髄，脳神経及びその他の中枢神経系の部位の悪性新生物，馬尾
  - C72.2　脊髄，脳神経及びその他の中枢神経系の部位の悪性新生物，嗅神経
  - C72.3　脊髄，脳神経及びその他の中枢神経系の部位の悪性新生物，視神経
  - C72.4　脊髄，脳神経及びその他の中枢神経系の部位の悪性新生物，聴神経
  - C72.5　脊髄，脳神経及びその他の中枢神経系の部位の悪性新生物，その他及び部位不明の脳神経
  - C72.8　脊髄，脳神経及びその他の中枢神経系の部位の悪性新生物，脳及び中枢神経系のその他の部位の境界部病巣
  - C72.9　脊髄，脳神経及びその他の中枢神経系の部位の悪性新生物，中枢神経系，部位不明

### (C73–C75) 甲状腺及びその他の内分泌腺の悪性新生物
- C73　甲状腺の悪性新生物
- C74　副腎の悪性新生物
  - C74.0　副腎の悪性新生物，副腎皮質
  - C74.1　副腎の悪性新生物，副腎髄質
  - C74.9　副腎の悪性新生物，副腎，部位不明
- C75　その他の内分泌腺及び関連組織の悪性新生物
  - C75.0　その他の内分泌腺及び関連組織の悪性新生物，上皮小体<副甲状腺>
  - C75.1　その他の内分泌腺及び関連組織の悪性新生物，下垂体
  - C75.2　その他の内分泌腺及び関連組織の悪性新生物，頭蓋咽頭管
  - C75.3　その他の内分泌腺及び関連組織の悪性新生物，松果体
  - C75.4　その他の内分泌腺及び関連組織の悪性新生物，頚動脈小体
  - C75.5　その他の内分泌腺及び関連組織の悪性新生物，大動脈小体及びその他のパラガングリア<傍神経節>
  - C75.8　その他の内分泌腺及び関連組織の悪性新生物，複数の内分泌腺，部位不明
  - C75.9　その他の内分泌腺及び関連組織の悪性新生物，内分泌腺，部位不明

### (C76–C80) 部位不明確、続発部位及び部位不明の悪性新生物
- C76　その他及び部位不明確の悪性新生物
  - C76.0　その他及び部位不明確の悪性新生物，頭部，顔面及び頚部
  - C76.1　その他及び部位不明確の悪性新生物，胸部<郭>
  - C76.2　その他及び部位不明確の悪性新生物，腹部
  - C76.3　その他及び部位不明確の悪性新生物，骨盤
  - C76.4　その他及び部位不明確の悪性新生物，上肢
  - C76.5　その他及び部位不明確の悪性新生物，下肢
  - C76.7　その他及び部位不明確の悪性新生物，その他の不明確な部位
  - C76.8　その他及び部位不明確の悪性新生物，その他及び部位不明確の境界部病巣
- C77　リンパ節の続発性及び部位不明の悪性新生物
  - C77.0　リンパ節の続発性及び部位不明の悪性新生物，頭部，顔面及び頚部リンパ節
  - C77.1　リンパ節の続発性及び部位不明の悪性新生物，胸腔内リンパ節
  - C77.2　リンパ節の続発性及び部位不明の悪性新生物，腹腔内リンパ節
  - C77.3　リンパ節の続発性及び部位不明の悪性新生物，腋窩及び上肢リンパ節
  - C77.4　リンパ節の続発性及び部位不明の悪性新生物，そけい<鼡径>及び下肢リンパ節
  - C77.5　リンパ節の続発性及び部位不明の悪性新生物，骨盤内リンパ節
  - C77.8　リンパ節の続発性及び部位不明の悪性新生物，多部位のリンパ節
  - C77.9　リンパ節の続発性及び部位不明の悪性新生物，リンパ節，部位不明
- C78　呼吸器及び消化器の続発性悪性新生物
  - C78.0　肺の続発性悪性新生物
  - C78.1　縦隔の続発性悪性新生物
  - C78.2　胸膜の続発性悪性新生物
  - C78.3　中耳並びにその他及び部位不明の呼吸器の続発性悪性新生物
  - C78.4　小腸の続発性悪性新生物
  - C78.5　大腸及び直腸の続発性悪性新生物
  - C78.6　後腹膜及び腹膜の続発性悪性新生物
  - C78.7　肝の続発性悪性新生物
  - C78.8　その他及び部位不明の消化器の続発性悪性新生物
- C79　その他の部位の続発性悪性新生物
  - C79.0　腎及び腎盂の続発性悪性新生物
  - C79.1　膀胱並びにその他及び部位不明の尿路の続発性悪性新生物
  - C79.2　皮膚の続発性悪性新生物
  - C79.3　脳及び脳髄膜の続発性悪性新生物
  - C79.4　眼並びにその他及び部位不明の中枢神経系の続発性悪性新生物
  - C79.5　骨及び骨髄の続発性悪性新生物
  - C79.6　卵巣の続発性悪性新生物
  - C79.7　副腎の続発性悪性新生物
  - C79.8　その他の明示された部位の続発性悪性新生物
- C80　部位の明示されない悪性新生物

### (C81–C96) リンパ組織、造血組織及び関連組織の悪性新生物
- C81　ホジキン病
  - C81.0　リンパ球優勢型
  - C81.1　結節硬化型
  - C81.2　混合細胞型
  - C81.3　リンパ球減少型
  - C81.7　その他のホジキン病
  - C81.9　ホジキン病，詳細不明
- C82　ろ<濾>胞性［結節性］非ホジキンリンパ腫
  - C82.0　中細胞型，ろ<濾>胞性
  - C82.1　中細胞及び大細胞混合型，ろ<濾>胞性
  - C82.2　大細胞型，ろ<濾>胞性
  - C82.7　ろ<濾>胞性非ホジキンリンパ腫のその他の型
  - C82.9　ろ<濾>胞性非ホジキンリンパ腫，詳細不明
- C83　びまん性非ホジキンリンパ腫
  - C83.0　小細胞型(びまん性)
  - C83.1　小切れ込み核細胞型(びまん性)
  - C83.2　小細胞及び大細胞混合型(びまん性)
  - C83.3　大細胞型(びまん性)
  - C83.4　免疫芽球型(びまん性)
  - C83.5　リンパ芽球型(びまん性)
  - C83.6　未分化型(びまん性)
  - C83.7　バーキット腫瘍
  - C83.8　びまん性非ホジキンリンパ腫のその他の型
  - C83.9　びまん性非ホジキンリンパ腫，詳細不明
- C84　末梢性及び皮膚T細胞リンパ腫
  - C84.0　菌状息肉症
  - C84.1　セザリー病
  - C84.2　Tゾーン〈T-zone〉リンパ腫
  - C84.3　リンパ類上皮性リンパ腫
  - C84.4　末梢性T細胞リンパ腫
  - C84.5　その他及び詳細不明のT細胞リンパ腫
- C85　非ホジキンリンパ腫のその他及び詳細不明の型
  - C85.0　リンパ肉腫
  - C85.1　B細胞リンパ腫，詳細不明
  - C85.7　非ホジキンリンパ腫のその他の明示された型
  - C85.9　非ホジキンリンパ腫，型不明
- C88　悪性免疫増殖性疾患
  - C88.0　ワルデンストレームマクログロブリン血症
  - C88.1　アルファH〈重〉鎖病
  - C88.2　ガンマH〈重〉鎖病
  - C88.3　免疫増殖性小腸疾患
  - C88.7　その他の悪性免疫増殖性疾患
  - C88.9　悪性免疫増殖性疾患，詳細不明
- C90　多発性骨髄腫及び悪性形質細胞性新生物
  - C90.0　多発性骨髄腫
  - C90.1　形質細胞白血病
  - C90.2　形質細胞腫，髄外性
- C91　リンパ性白血病
  - C91.0　急性リンパ芽球性白血病
  - C91.1　慢性リンパ球性白血病
  - C91.2　亜急性リンパ球性白血病
  - C91.3　前リンパ球性白血病
  - C91.4　毛様細胞性白血病
  - C91.5　成人型T細胞白血病
  - C91.7　その他のリンパ性白血病
  - C91.9　リンパ性白血病，詳細不明
- C92　骨髄性白血病
  - C92.0　急性骨髄性白血病
  - C92.1　慢性骨髄性白血病
  - C92.2　亜急性骨髄性白血病
  - C92.3　骨髄性肉腫
  - C92.4　急性前骨髄球性白血病
  - C92.5　急性骨髄単球性白血病
  - C92.7　その他の骨髄性白血病
  - C92.9　骨髄性白血病，詳細不明
- C93　単球性白血病
  - C93.0　急性単球性白血病
  - C93.1　慢性単球性白血病
  - C93.2　亜急性単球性白血病
  - C93.7　その他の単球性白血病
  - C93.9　単球性白血病，詳細不明
- C94　細胞型の明示されたその他の白血病
  - C94.0　急性赤血病及び赤白血病
  - C94.1　慢性赤血病
  - C94.2　急性巨核芽球性白血病
  - C94.3　肥満細胞白血病
  - C94.4　急性汎骨髄症
  - C94.5　急性骨髄線維症
  - C94.7　その他の明示された白血病
- C95　細胞型不明の白血病
  - C95.0　細胞型不明の急性白血病
  - C95.1　細胞型不明の慢性白血病
  - C95.2　細胞型不明の亜急性白血病
  - C95.7　細胞型不明のその他の白血病
  - C95.9　白血病，詳細不明
- C96　リンパ組織，造血組織及び関連組織のその他及び詳細不明の悪性新生物
  - C96.0　レッテラー・ジーベ病
  - C96.1　悪性組織球症
  - C96.2　悪性肥満細胞腫
  - C96.3　真性組織球性リンパ腫
  - C96.7　リンパ組織，造血組織及び関連組織のその他の明示された悪性新生物
  - C96.9　リンパ組織，造血組織及び関連組織の悪性新生物，詳細不明

### (C97) 独立した（原発性）多部位の悪性新生物
- C97　独立した(原発性)多部位の悪性新生物

### (D00–D09) 上皮内新生物
- D00　口腔，食道及び胃の上皮内癌
  - D00.0　口腔，食道及び胃の上皮内癌，口唇，口腔及び咽頭
  - D00.1　口腔，食道及び胃の上皮内癌，食道
  - D00.2　口腔，食道及び胃の上皮内癌，胃
- D01　その他及び部位不明の消化器の上皮内癌
  - D01.0　その他及び部位不明の消化器の上皮内癌，結腸
  - D01.1　その他及び部位不明の消化器の上皮内癌，直腸S状結腸移行部
  - D01.2　その他及び部位不明の消化器の上皮内癌，直腸
  - D01.3　その他及び部位不明の消化器の上皮内癌，肛門及び肛門管
  - D01.4　その他及び部位不明の消化器の上皮内癌，その他及び部位不明の腸
  - D01.5　その他及び部位不明の消化器の上皮内癌，肝，胆のう<嚢>及び胆管
  - D01.7　その他及び部位不明の消化器の上皮内癌，その他の明示された消化器
  - D01.9　その他及び部位不明の消化器の上皮内癌，消化器，部位不明
- D02　中耳及び呼吸器系の上皮内癌
  - D02.0　中耳及び呼吸器系の上皮内癌，喉頭
  - D02.1　中耳及び呼吸器系の上皮内癌，気管
  - D02.2　中耳及び呼吸器系の上皮内癌，気管支及び肺
  - D02.3　中耳及び呼吸器系の上皮内癌，中耳及び呼吸器系のその他の部位
  - D02.4　中耳及び呼吸器系の上皮内癌，呼吸器系，部位不明
- D03　上皮内黒色腫
  - D03.0　口唇の上皮内黒色腫
  - D03.1　眼瞼の上皮内黒色腫，眼角を含む
  - D03.2　耳及び外耳道の上皮内黒色腫
  - D03.3　その他及び部位不明の顔面の上皮内黒色腫
  - D03.4　頭皮及び頚部の上皮内黒色腫
  - D03.5　体幹の上皮内黒色腫
  - D03.6　上肢の上皮内黒色腫，肩を含む
  - D03.7　下肢の上皮内黒色腫，股関節部を含む
  - D03.8　その他の部位の上皮内黒色腫
  - D03.9　上皮内黒色腫，部位不明
- D04　皮膚の上皮内癌
  - D04.0　皮膚の上皮内癌，口唇の皮膚
  - D04.1　皮膚の上皮内癌，眼瞼の皮膚，眼角を含む
  - D04.2　皮膚の上皮内癌，耳及び外耳道の皮膚
  - D04.3　皮膚の上皮内癌，その他及び部位不明の顔面の皮膚
  - D04.4　皮膚の上皮内癌，頭皮及び頚部の皮膚
  - D04.5　皮膚の上皮内癌，体幹の皮膚
  - D04.6　皮膚の上皮内癌，上肢の皮膚，肩を含む
  - D04.7　皮膚の上皮内癌，下肢の皮膚，股関節部を含む
  - D04.8　皮膚の上皮内癌，その他の部位の皮膚
  - D04.9　皮膚の上皮内癌，皮膚，部位不明
- D05　乳房の上皮内癌
  - D05.0　小葉の上皮内癌
  - D05.1　乳管内の上皮内癌
  - D05.7　乳房のその他の上皮内癌
  - D05.9　乳房の上皮内癌，部位不明
- D06　子宮頚(部)の上皮内癌
  - D06.0　子宮頚(部)の上皮内癌，子宮頚内膜
  - D06.1　子宮頚(部)の上皮内癌，子宮外頚部
  - D06.7　子宮頚(部)の上皮内癌，子宮頚(部)のその他の部位
  - D06.9　子宮頚(部)の上皮内癌，子宮頚(部)，部位不明
- D07　その他及び部位不明の生殖器の上皮内癌
  - D07.0　その他及び部位不明の生殖器の上皮内癌，子宮内膜
  - D07.1　その他及び部位不明の生殖器の上皮内癌，外陰部
  - D07.2　その他及び部位不明の生殖器の上皮内癌，腟
  - D07.3　その他及び部位不明の生殖器の上皮内癌，その他及び部位不明の女性生殖器
  - D07.4　その他及び部位不明の生殖器の上皮内癌，陰茎
  - D07.5　その他及び部位不明の生殖器の上皮内癌，前立腺
  - D07.6　その他及び部位不明の生殖器の上皮内癌，その他及び部位不明の男性生殖器
- D09　その他及び部位不明の上皮内癌
  - D09.0　その他及び部位不明の上皮内癌，膀胱
  - D09.1　その他及び部位不明の上皮内癌，その他及び部位不明の腎尿路
  - D09.2　その他及び部位不明の上皮内癌，眼
  - D09.3　その他及び部位不明の上皮内癌，甲状腺及びその他の内分泌腺
  - D09.7　その他及び部位不明の上皮内癌，その他の明示された部位の上皮内癌
  - D09.9　その他及び部位不明の上皮内癌，上皮内癌，部位不明

### (D10–D36) 良性新生物
- D10　口腔及び咽頭の良性新生物
  - D10.0　口腔及び咽頭の良性新生物，口唇
  - D10.1　口腔及び咽頭の良性新生物，舌
  - D10.2　口腔及び咽頭の良性新生物，口（腔）底
  - D10.3　口腔及び咽頭の良性新生物，その他及び部位不明の口腔
  - D10.4　口腔及び咽頭の良性新生物，扁桃
  - D10.5　口腔及び咽頭の良性新生物，中咽頭のその他の部位
  - D10.6　口腔及び咽頭の良性新生物，鼻<上>咽頭
  - D10.7　口腔及び咽頭の良性新生物，下咽頭
  - D10.9　口腔及び咽頭の良性新生物，咽頭，部位不明
- D11　大唾液腺の良性新生物
  - D11.0　大唾液腺の良性新生物，耳下腺
  - D11.7　大唾液腺の良性新生物，その他の大唾液腺
  - D11.9　大唾液腺の良性新生物，大唾液腺，部位不明
- D12　結腸，直腸，肛門及び肛門管の良性新生物
  - D12.0　結腸，直腸，肛門及び肛門管の良性新生物，盲腸
  - D12.1　結腸，直腸，肛門及び肛門管の良性新生物，虫垂
  - D12.2　結腸，直腸，肛門及び肛門管の良性新生物，上行結腸
  - D12.3　結腸，直腸，肛門及び肛門管の良性新生物，横行結腸
  - D12.4　結腸，直腸，肛門及び肛門管の良性新生物，下行結腸
  - D12.5　結腸，直腸，肛門及び肛門管の良性新生物，S状結腸
  - D12.6　結腸，直腸，肛門及び肛門管の良性新生物，結腸，部位不明
  - D12.7　結腸，直腸，肛門及び肛門管の良性新生物，直腸S状結腸移行部
  - D12.8　結腸，直腸，肛門及び肛門管の良性新生物，直腸
  - D12.9　結腸，直腸，肛門及び肛門管の良性新生物，肛門及び肛門管
- D13　消化器系のその他及び部位不明確の良性新生物
  - D13.0　消化器系のその他及び部位不明確の良性新生物，食道
  - D13.1　消化器系のその他及び部位不明確の良性新生物，胃
  - D13.2　消化器系のその他及び部位不明確の良性新生物，十二指腸
  - D13.3　消化器系のその他及び部位不明確の良性新生物，その他及び部位不明の小腸
  - D13.4　消化器系のその他及び部位不明確の良性新生物，肝
  - D13.5　消化器系のその他及び部位不明確の良性新生物，肝外胆管
  - D13.6　消化器系のその他及び部位不明確の良性新生物，膵
  - D13.7　消化器系のその他及び部位不明確の良性新生物，内分泌膵
  - D13.9　消化器系のその他及び部位不明確の良性新生物，消化器系，部位不明確
- D14　中耳及び呼吸器系の良性新生物
  - D14.0　中耳及び呼吸器系の良性新生物，中耳，鼻腔及び副鼻腔
  - D14.1　中耳及び呼吸器系の良性新生物，喉頭
  - D14.2　中耳及び呼吸器系の良性新生物，気管
  - D14.3　中耳及び呼吸器系の良性新生物，気管支及び肺
  - D14.4　中耳及び呼吸器系の良性新生物，呼吸器系，部位不明
- D15　その他及び部位不明の胸腔内臓器の良性新生物
  - D15.0　その他及び部位不明の胸腔内臓器の良性新生物，胸腺
  - D15.1　その他及び部位不明の胸腔内臓器の良性新生物，心臓
  - D15.2　その他及び部位不明の胸腔内臓器の良性新生物，縦隔
  - D15.7　その他及び部位不明の胸腔内臓器の良性新生物，その他の明示された胸腔内臓器
  - D15.9　その他及び部位不明の胸腔内臓器の良性新生物，胸腔内臓器，部位不明
- D16　骨及び関節軟骨の良性新生物
  - D16.0　骨及び関節軟骨の良性新生物，肩甲骨及び上肢の長骨
  - D16.1　骨及び関節軟骨の良性新生物，上肢の短骨
  - D16.2　骨及び関節軟骨の良性新生物，下肢の長骨
  - D16.3　骨及び関節軟骨の良性新生物，下肢の短骨
  - D16.4　骨及び関節軟骨の良性新生物，頭蓋骨及び顔面骨
  - D16.5　骨及び関節軟骨の良性新生物，下顎骨
  - D16.6　骨及び関節軟骨の良性新生物，脊柱
  - D16.7　骨及び関節軟骨の良性新生物，肋骨，胸骨及び鎖骨
  - D16.8　骨及び関節軟骨の良性新生物，骨盤骨，仙骨及び尾骨
  - D16.9　骨及び関節軟骨の良性新生物，骨及び関節軟骨，部位不明
- D17　良性脂肪細胞性新生物(脂肪腫を含む)
  - D17.0　良性脂肪細胞性新生物(脂肪腫を含む)，頭部，顔面及び頚部の皮膚及び皮下組織
  - D17.1　良性脂肪細胞性新生物(脂肪腫を含む)，体幹の皮膚及び皮下組織
  - D17.2　良性脂肪細胞性新生物(脂肪腫を含む)，(四)肢の皮膚及び皮下組織
  - D17.3　良性脂肪細胞性新生物(脂肪腫を含む)，その他及び部位不明の皮膚及び皮下組織
  - D17.4　良性脂肪細胞性新生物(脂肪腫を含む)，胸腔内臓器
  - D17.5　良性脂肪細胞性新生物(脂肪腫を含む)，腹腔内臓器
  - D17.6　良性脂肪細胞性新生物(脂肪腫を含む)，精索
  - D17.7　良性脂肪細胞性新生物(脂肪腫を含む)，その他の部位
  - D17.9　良性脂肪細胞性新生物(脂肪腫を含む)，良性脂肪腫性新生物，部位不明
- D18　血管腫及びリンパ管腫，全ての部位
  - D18.0　血管腫，全ての部位
  - D18.1　リンパ管腫，全ての部位
- D19　中皮組織の良性新生物
  - D19.0　中皮組織の良性新生物，胸膜の中皮組織
  - D19.1　中皮組織の良性新生物，腹膜の中皮組織
  - D19.7　中皮組織の良性新生物，その他の部位の中皮組織
  - D19.9　中皮組織の良性新生物，中皮組織，部位不明
- D20　後腹膜及び腹膜の軟部組織の良性新生物
  - D20.0　後腹膜及び腹膜の軟部組織の良性新生物，後腹膜
  - D20.1　'後腹膜及び腹膜の軟部組織の良性新生物，腹膜
- D21　結合組織及びその他の軟部組織のその他の良性新生物
  - D21.0　結合組織及びその他の軟部組織のその他の良性新生物，頭部，顔面及び頚部の結合組織及びその他の軟部組織
  - D21.1　結合組織及びその他の軟部組織のその他の良性新生物，上肢の結合組織及びその他の軟部組織，肩を含む
  - D21.2　結合組織及びその他の軟部組織のその他の良性新生物，下肢の結合組織及びその他の軟部組織，股関節部を含む
  - D21.3　結合組織及びその他の軟部組織のその他の良性新生物，胸部<郭>の結合組織及びその他の軟部組織
  - D21.4　結合組織及びその他の軟部組織のその他の良性新生物，腹部の結合組織及びその他の軟部組織
  - D21.5　結合組織及びその他の軟部組織のその他の良性新生物，骨盤の結合組織及びその他の軟部組織
  - D21.6　結合組織及びその他の軟部組織のその他の良性新生物，体幹の結合組織及びその他の軟部組織，部位不明
  - D21.9　結合組織及びその他の軟部組織のその他の良性新生物，結合組織及びその他の軟部組織，部位不明
- D22　メラニン細胞性母斑
  - D22.0　口唇のメラニン細胞性母斑
  - D22.1　眼瞼のメラニン細胞性母斑，眼角を含む
  - D22.2　耳及び外耳道のメラニン細胞性母斑
  - D22.3　その他及び部位不明の顔面のメラニン細胞性母斑
  - D22.4　頭皮及び頚部のメラニン細胞性母斑
  - D22.5　体幹のメラニン細胞性母斑
  - D22.6　上肢のメラニン細胞性母斑，肩を含む
  - D22.7　下肢のメラニン細胞性母斑，股関節部を含む
  - D22.9　メラニン細胞性母斑，部位不明
- D23　皮膚のその他の良性新生物
  - D23.0　皮膚のその他の良性新生物，口唇の皮膚
  - D23.1　皮膚のその他の良性新生物，眼瞼の皮膚，眼角を含む
  - D23.2　皮膚のその他の良性新生物，耳及び外耳道の皮膚
  - D23.3　皮膚のその他の良性新生物，その他及び部位不明の顔面の皮膚
  - D23.4　皮膚のその他の良性新生物，頭皮及び頚部の皮膚
  - D23.5　皮膚のその他の良性新生物，体幹の皮膚
  - D23.6　皮膚のその他の良性新生物，上肢の皮膚，肩を含む
  - D23.7　皮膚のその他の良性新生物，下肢の皮膚，股関節部を含む
  - D23.9　皮膚のその他の良性新生物，皮膚，部位不明
- D24　乳房の良性新生物
- D25　子宮平滑筋腫
  - D25.0　粘膜下子宮平滑筋腫
  - D25.1　壁内子宮平滑筋腫
  - D25.2　漿膜下子宮平滑筋腫
  - D25.9　子宮平滑筋腫，部位不明
- D26　子宮のその他の良性新生物
  - D26.0　子宮のその他の良性新生物，子宮頚(部)
  - D26.1　子宮のその他の良性新生物，子宮体部
  - D26.7　子宮のその他の良性新生物，子宮のその他の部位
  - D26.9　子宮のその他の良性新生物，子宮，部位不明
- D27　卵巣の良性新生物
- D28　その他及び部位不明の女性生殖器の良性新生物
  - D28.0　その他及び部位不明の女性生殖器の良性新生物，外陰
  - D28.1　その他及び部位不明の女性生殖器の良性新生物，腟
  - D28.2　その他及び部位不明の女性生殖器の良性新生物，卵管及び子宮靱帯<広間膜，円索>
  - D28.7　その他及び部位不明の女性生殖器の良性新生物，その他の明示された女性生殖器
  - D28.9　その他及び部位不明の女性生殖器の良性新生物，女性生殖器，部位不明
- D29　男性生殖器の良性新生物
  - D29.0　男性生殖器の良性新生物，陰茎
  - D29.1　男性生殖器の良性新生物，前立腺
  - D29.2　男性生殖器の良性新生物，精巣<睾丸>
  - D29.3　男性生殖器の良性新生物，精巣上体<副睾丸>
  - D29.4　男性生殖器の良性新生物，陰のう<嚢>
  - D29.7　男性生殖器の良性新生物，その他の男性生殖器
  - D29.9　男性生殖器の良性新生物，男性生殖器，部位不明
- D30　腎尿路の良性新生物
  - D30.0　腎尿路の良性新生物，腎
  - D30.1　腎尿路の良性新生物，腎盂
  - D30.2　腎尿路の良性新生物，尿管
  - D30.3　腎尿路の良性新生物，膀胱
  - D30.4　腎尿路の良性新生物，尿道
  - D30.7　腎尿路の良性新生物，その他の尿路
  - D30.9　腎尿路の良性新生物，尿路，部位不明
- D31　眼及び付属器の良性新生物
  - D31.0　眼及び付属器の良性新生物，結膜
  - D31.1　眼及び付属器の良性新生物，角膜
  - D31.2　眼及び付属器の良性新生物，網膜
  - D31.3　眼及び付属器の良性新生物，脈絡膜
  - D31.4　眼及び付属器の良性新生物，毛様体
  - D31.5　眼及び付属器の良性新生物，涙腺及び涙管
  - D31.6　眼及び付属器の良性新生物，眼窩，部位不明
  - D31.9　眼及び付属器の良性新生物，眼，部位不明
- D32　髄膜の良性新生物
  - D32.0　髄膜の良性新生物，脳髄膜
  - D32.1　髄膜の良性新生物，脊髄膜
  - D32.9　髄膜の良性新生物，髄膜，部位不明
- D33　脳及び中枢神経系のその他の部位の良性新生物
  - D33.0　脳及び中枢神経系のその他の部位の良性新生物，脳，テント上
  - D33.1　脳及び中枢神経系のその他の部位の良性新生物，脳，テント下
  - D33.2　脳及び中枢神経系のその他の部位の良性新生物，脳，部位不明
  - D33.3　脳及び中枢神経系のその他の部位の良性新生物，脳神経
  - D33.4　脳及び中枢神経系のその他の部位の良性新生物，脊髄
  - D33.7　脳及び中枢神経系のその他の部位の良性新生物，中枢神経系のその他の明示された部位
  - D33.9　脳及び中枢神経系のその他の部位の良性新生物，中枢神経系，部位不明
- D34　甲状腺の良性新生物
- D35　その他及び部位不明の内分泌腺の良性新生物
  - D35.0　その他及び部位不明の内分泌腺の良性新生物，副腎
  - D35.1　その他及び部位不明の内分泌腺の良性新生物，上皮小体<副甲状腺>
  - D35.2　その他及び部位不明の内分泌腺の良性新生物，下垂体
  - D35.3　その他及び部位不明の内分泌腺の良性新生物，頭蓋咽頭管
  - D35.4　その他及び部位不明の内分泌腺の良性新生物，松果体
  - D35.5　その他及び部位不明の内分泌腺の良性新生物，頚動脈小体
  - D35.6　その他及び部位不明の内分泌腺の良性新生物，大動脈小体及びその他のパラガングリア<傍神経節>
  - D35.7　その他及び部位不明の内分泌腺の良性新生物，その他の明示された内分泌腺
  - D35.8　その他及び部位不明の内分泌腺の良性新生物，複数の内分泌腺
  - D35.9　その他及び部位不明の内分泌腺の良性新生物，内分泌腺，部位不明
- D36　その他の部位及び部位不明の良性新生物
  - D36.0　その他の部位及び部位不明の良性新生物，リンパ節
  - D36.1　その他の部位及び部位不明の良性新生物，末梢神経及び自律神経系
  - D36.7　その他の部位及び部位不明の良性新生物，その他の明示された部位
  - D36.9　その他の部位及び部位不明の良性新生物，部位不明の良性新生物

### (D37–D48) 性状不詳又は不明の新生物
- D37　口腔及び消化器の性状不詳又は不明の新生物
  - D37.0　口腔及び消化器の性状不詳又は不明の新生物，口唇，口腔及び咽頭
  - D37.1　口腔及び消化器の性状不詳又は不明の新生物，胃
  - D37.2　口腔及び消化器の性状不詳又は不明の新生物，小腸
  - D37.3　口腔及び消化器の性状不詳又は不明の新生物，虫垂
  - D37.4　口腔及び消化器の性状不詳又は不明の新生物，結腸
  - D37.5　口腔及び消化器の性状不詳又は不明の新生物，直腸
  - D37.6　口腔及び消化器の性状不詳又は不明の新生物，肝，胆のう<嚢>及び胆管
  - D37.7　口腔及び消化器の性状不詳又は不明の新生物，その他の消化器
  - D37.9　口腔及び消化器の性状不詳又は不明の新生物，消化器，部位不明
- D38　中耳，呼吸器及び胸腔内臓器の性状不詳又は不明の新生物
  - D38.0　中耳，呼吸器及び胸腔内臓器の性状不詳又は不明の新生物，喉頭
  - D38.1　中耳，呼吸器及び胸腔内臓器の性状不詳又は不明の新生物，気管，気管支及び肺
  - D38.2　中耳，呼吸器及び胸腔内臓器の性状不詳又は不明の新生物，胸膜
  - D38.3　中耳，呼吸器及び胸腔内臓器の性状不詳又は不明の新生物，縦隔
  - D38.4　中耳，呼吸器及び胸腔内臓器の性状不詳又は不明の新生物，胸腺
  - D38.5　中耳，呼吸器及び胸腔内臓器の性状不詳又は不明の新生物，その他の呼吸器
  - D38.6　中耳，呼吸器及び胸腔内臓器の性状不詳又は不明の新生物，呼吸器，部位不明
- D39　女性生殖器の性状不詳又は不明の新生物
  - D39.0　女性生殖器の性状不詳又は不明の新生物，子宮
  - D39.1　女性生殖器の性状不詳又は不明の新生物，卵巣
  - D39.2　女性生殖器の性状不詳又は不明の新生物，胎盤
  - D39.7　女性生殖器の性状不詳又は不明の新生物，その他の女性生殖器
  - D39.9　女性生殖器の性状不詳又は不明の新生物，女性生殖器，部位不明
- D40　男性生殖器の性状不詳又は不明の新生物
  - D40.0　男性生殖器の性状不詳又は不明の新生物，前立腺
  - D40.1　男性生殖器の性状不詳又は不明の新生物，精巣<睾丸>
  - D40.7　男性生殖器の性状不詳又は不明の新生物，その他の男性生殖器
  - D40.9　男性生殖器の性状不詳又は不明の新生物，男性生殖器，部位不明
- D41　腎尿路の性状不詳又は不明の新生物
  - D41.0　腎尿路の性状不詳又は不明の新生物，腎
  - D41.1　腎尿路の性状不詳又は不明の新生物，腎盂
  - D41.2　腎尿路の性状不詳又は不明の新生物，尿管
  - D41.3　腎尿路の性状不詳又は不明の新生物，尿道
  - D41.4　腎尿路の性状不詳又は不明の新生物，膀胱
  - D41.7　腎尿路の性状不詳又は不明の新生物，その他の尿路
  - D41.9　腎尿路の性状不詳又は不明の新生物，尿路，部位不明
- D42　髄膜の性状不詳又は不明の新生物
  - D42.0　髄膜の性状不詳又は不明の新生物，脳髄膜
  - D42.1　髄膜の性状不詳又は不明の新生物，脊髄膜
  - D42.9　髄膜の性状不詳又は不明の新生物，髄膜，部位不明
- D43　脳及び中枢神経系の性状不詳又は不明の新生物
  - D43.0　脳及び中枢神経系の性状不詳又は不明の新生物，脳，テント上
  - D43.1　脳及び中枢神経系の性状不詳又は不明の新生物，脳，テント下
  - D43.2　脳及び中枢神経系の性状不詳又は不明の新生物，脳，部位不明
  - D43.3　脳及び中枢神経系の性状不詳又は不明の新生物，脳神経
  - D43.4　脳及び中枢神経系の性状不詳又は不明の新生物，脊髄
  - D43.7　脳及び中枢神経系の性状不詳又は不明の新生物，中枢神経系のその他の部位
  - D43.9　脳及び中枢神経系の性状不詳又は不明の新生物，中枢神経系，部位不明
- D44　内分泌腺の性状不詳又は不明の新生物
  - D44.0　内分泌腺の性状不詳又は不明の新生物，甲状腺
  - D44.1　内分泌腺の性状不詳又は不明の新生物，副腎
  - D44.2　内分泌腺の性状不詳又は不明の新生物，上皮小体<副甲状腺>
  - D44.3　内分泌腺の性状不詳又は不明の新生物，下垂体
  - D44.4　内分泌腺の性状不詳又は不明の新生物，頭蓋咽頭管
  - D44.5　内分泌腺の性状不詳又は不明の新生物，松果体
  - D44.6　内分泌腺の性状不詳又は不明の新生物，頚動脈小体
  - D44.7　内分泌腺の性状不詳又は不明の新生物，大動脈小体及びその他のパラガングリア<傍神経節>
  - D44.8　内分泌腺の性状不詳又は不明の新生物，複数の内分泌腺
  - D44.9　内分泌腺の性状不詳又は不明の新生物，内分泌腺，部位不明
- D45　真正赤血球増加症<多血症>
- D46　骨髄異形成症候群
  - D46.0　鉄芽球を伴わない不応性貧血と記載されたもの
  - D46.1　鉄芽球を伴う不応性貧血
  - D46.2　芽球過剰性不応性貧血
  - D46.3　白血病移行期にある芽球過剰性不応性貧血
  - D46.4　不応性貧血，詳細不明
  - D46.7　その他の骨髄異形成症候群
  - D46.9　骨髄異形成症候群，詳細不明
- D47　リンパ組織，造血組織及び関連組織の性状不詳又は不明のその他の新生物
  - D47.0　性状不詳及び不明の組織球性及び肥満細胞性腫瘍
  - D47.1　慢性骨髄増殖性疾患
  - D47.2　単クローン性異常免疫グロブリン血症
  - D47.3　本態性(出血性)血小板血症
  - D47.7　リンパ組織，造血組織及び関連組織の性状不詳又は不明のその他の明示された新生物
  - D47.9　リンパ組織，造血組織及び関連組織の性状不詳又は不明の新生物，詳細不明
- D48　その他及び部位不明の性状不詳又は不明の新生物
  - D48.0　その他及び部位不明の性状不詳又は不明の新生物，骨及び関節軟骨
  - D48.1　その他及び部位不明の性状不詳又は不明の新生物，結合組織及びその他の軟部組織
  - D48.2　その他及び部位不明の性状不詳又は不明の新生物，末梢神経及び自律神経系
  - D48.3　その他及び部位不明の性状不詳又は不明の新生物，後腹膜
  - D48.4　その他及び部位不明の性状不詳又は不明の新生物，腹膜
  - D48.5　その他及び部位不明の性状不詳又は不明の新生物，皮膚
  - D48.6　その他及び部位不明の性状不詳又は不明の新生物，乳房
  - D48.7　その他及び部位不明の性状不詳又は不明の新生物，その他の明示された部位
  - D48.9　その他及び部位不明の性状不詳又は不明の新生物，性状不詳又は不明の新生物，部位不明